# USS Borie (DD-704)
USS Borie (DD-704) là một tàu khu trục lớp Allen M. Sumner được Hải quân Hoa Kỳ chế tạo trong Chiến tranh Thế giới thứ hai. Nó là chiếc tàu chiến thứ hai của Hải quân Mỹ được đặt theo tên Adolph E. Borie (1809-1880), Bộ trưởng Hải quân trong nội các của Tổng thống Ulysses S. Grant. Nó đã hoạt động cho đến hết Thế Chiến II, và tiếp tục phục vụ sau đó trong Chiến tranh Triều Tiên và Chiến tranh Việt Nam cho đến khi xuất biên chế năm 1972. Con tàu được chuyển cho Argentine cùng năm đó, và tiếp tục hoạt động cùng Hải quân Argentine như là chiếc Hipólito Bouchard (D-26). Nó từng tham gia cuộc Chiến tranh Falklands năm 1982 trước khi bị tháo dỡ năm 1986. Borie được tặng thưởng ba Ngôi sao Chiến trận do thành tích phục vụ trong Thế Chiến II, và thêm bốn Ngôi sao Chiến trận khác trong Chiến tranh Triều Tiên.

## Thiết kế và chế tạo
Borie được đặt lườn tại xưởng tàu của hãng Federal Shipbuilding and Drydock Company ở Kearny, New Jersey vào ngày 29 tháng 2 năm 1944. Nó được hạ thủy vào ngày 4 tháng 7 năm 1943; được đỡ đầu bởi bà Albert Nalle – nhủ danh Patty Neill Borie, chắt gái của Bộ trưởng Borie, và nhập biên chế vào ngày 21 tháng 9 năm 1944 dưới quyền chỉ huy của Trung tá Hải quân N. Adair, Jr.

## Lịch sử hoạt động

### 1945
Borie gia nhập Hạm đội Thái Bình Dương và đi đến Trân Châu Cảng vào ngày 4 tháng 1 năm 1945. Trong thành phần lực lượng đặc nhiệm tàu sân bay nhanh, nó tham gia cuộc bắn phá Iwo Jima vào ngày 24 tháng 1, và sau đó là cuộc đổ bộ lên chính hòn đảo này từ ngày 19 đến ngày 23 tháng 2. Sau khi gia nhập Lực lượng Đặc nhiệm 58, nó tham gia các đợt không kích xuống khu vực Tokyo trong các ngày 16-17 tháng 2 và 25 tháng 2, tiếp nối bởi cuộc không kích xuống Okinawa ngày 1 tháng 3. Sau đó là các đợt không kích nhằm hỗ trợ cho cuộc đổ bộ lên Okinawa từ ngày 17 tháng 3 đến ngày 14 tháng 5. Trong giai đoạn từ ngày 9 tháng 7 đến ngày 9 tháng 8, nó nằm trong thành phần Lực lượng Đặc nhiệm 58 trong các đợt không kích xuống chính quốc Nhật Bản.
Vào ngày 9 tháng 8, một máy bay tấn công tự sát kamikaze đã đâm trúng phần cấu trúc thượng tầng của Borie, giữa cột ăn-ten chính và bộ điều khiển hỏa lực pháo 5-inch, gây hư hại nghiêm trọng, và khiến 48 người thiệt mạng cùng 66 người khác bị thương. Con tàu phải rút lui về Saipan, và sau đó là Trân Châu Cảng, để được sửa chữa tạm thời; trong khi đó chiến tranh đã kết thúc.

### 1946 - 1967
Borie vào ụ tàu tại Hunter's Point, California vào ngày 10 tháng 9 năm 1945 để sửa chữa, và sau khi công việc hoàn tất vào ngày 20 tháng 11, nó khởi hành từ San Diego vào ngày 4 tháng 2 năm 1946 để gia nhập Hạm đội Đại Tây Dương.
Trong hơn hai thập niên tiếp theo, Borie liên tục phục vụ cùng Hạm đội Đại Tây Dương, ngoại trừ một lượt biệt phái sang Triều Tiên từ ngày 6 tháng 9, 1950 đến ngày 9 tháng 6, 1951, nơi nó phục vụ cùng Lực lượng Đặc nhiệm 77 và tham gia cuộc triệt thoái khỏi Hungnam. Chiếc tàu khu trục đã hơn năm lần được phái sang vùng biển Châu Âu và Địa Trung Hải; và trong chuyến đi từ ngày 28 tháng 7 đến ngày 4 tháng 12, 1956, khi xảy ra cuộc Khủng hoảng kênh đào Suez, nó đã giúp di tản công dân Hoa Kỳ và nhân sự Liên Hợp Quốc khỏi Haifa, Israel và Gaza, Ai Cập. Khi hoạt động tại vùng biển nhà dọc bờ Đông Hoa Kỳ và vùng biển Caribe, ngoài các hoạt động thường lệ như tuần tra, huấn luyện, thực hành chống tàu ngầm và tập trận, con tàu nổi bật khi tham gia thu hồi tàu vũ trụ chở theo chú khỉ Rhesus Little Joe 2 trong khuôn khổ Chương trình Mercury năm 1959; rồi thử nghiệm cùng tàu ngầm mang tên lửa đạn đạo Polaris Robert E. Lee (SSBN-601) vào năm 1960. Nó được nâng cấp vũ khí đáng kể vào năm 1961, trong khuôn khổ Chương trình Hồi sinh và Hiện đại hóa Hạm đội (FRAM: Fleet Rehabilitation and Modernization).
Tại vùng biển Caribe vào năm 1962, Borie đã cứu vớt chín người Cuba tìm cách tị nạn vào Hoa Kỳ, và sau đó là ba ngư dân người Jamaica. Trong vụ Khủng hoảng tên lửa Cuba năm 1962, chiếc tàu khu trục đã tham gia hoạt động buộc một tàu ngầm chạy diesel-điện Liên Xô phải nổi lên mặt nước, rồi hộ tống nó ra khỏi vùng biển chung quanh Cuba. Sau đó nó được lệnh đi đến khu vực kênh đào Panama, gia nhập một lực lượng 20 tàu đổ bộ đi sang từ vùng bờ Tây để hình thành nên một lực lượng đặc nhiệm tấn công. Trong những năm sau đó, nó được cải biến để mang theo một máy bay trực thăng không người lái chống tàu ngầm Gyrodyne QH-50 DASH; rồi trong một lượt phục vụ tại Địa Trung Hải, nó cứu vớt một phi công máy bay tiêm kích từ một chiếc F-8 Crusader bị rơi trong khi cố gắng hạ cánh xuống tàu sân bay Shangri-La (CVA-38).

### Chiến tranh Việt Nam
Borie được phái sang Việt Nam vào tháng 2, 1968 để hoạt động trong cuộc Chiến tranh Việt Nam. Nó hoạt động trong vịnh Bắc Bộ trong vai trò hộ tống cho các tàu sân bay, canh phòng máy bay và cột mốc radar. Ngoài ra trong nhiệm vụ hỗ trợ hải pháo cho các hoạt động trên bộ, nó đã bắn hơn 7.000 quả đạn pháo xuống các mục tiêu tại Phan Thiết và khu vực đồng bằng sông Cửu Long.
Sau khi quay trở về Hoa Kỳ vào năm 1969, Borie trở thành một tàu huấn luyện cho Hải quân Dự bị Hoa Kỳ cho đến tháng 6, 1972, khi được cho xuất biên chế. Tên nó được cho rút khỏi danh sách Đăng bạ Hải quân vào ngày 1 tháng 7, 1972.

### ARAHipólito Bouchard(D-26)
Con tàu được bán cho Argentine và phục vụ cùng Hải quân Argentine như là chiếc ARA Hipólito Bouchard (D-26), tên được đặt theo hạm trưởng tàu lùng Argentine Hippolyte Bouchard (1780-1837). Nó được bổ sung bốn tên lửa chống hạm Exocet trong những năm 1977-1978. Hipólito Bouchard đã tham gia cuộc Chiến tranh Falkland, hình thành nên thành phần hộ tống cho tàu sân bay ARA Veinticinco de Mayo (V-2) trong cuộc đổ bộ chiếm đóng quần đảo Falkland vào ngày 2 tháng 4, 1982. Đến ngày 26 tháng 4, nó cùng tàu chị em ARA Piedra Buena (D-29) (nguyên là chiếc USS Collett (DD-730) cũng do Hoa Kỳ chuyển giao) đã hộ tống cho tàu tuần dương ARA General Belgrano xuất phát từ Ushuaia nhằm đối phó với lực lượng đặc nhiệm Hải quân Anh đang tiến đến gần; và nó đã có mặt vào ngày 2 tháng 5, khi General Belgrano trúng ngư lôi phóng từ tàu ngầm Anh HMS Conqueror, và bị đắm.
Trong đêm 17-18 tháng 5, radar của General Bouchard bắt được tín hiệu và theo dõi một máy bay trực thăng, và nó chuyển tiếp thông tin đến tàu chị em Piedra Buena đang tuần tra phía Bắc, và sau đó đến căn cứ hải quân Río Grande. Trong thực tế, một máy bay trực thăng SH-3 Sea King cất cánh từ tàu sân bay HMS Invincible dự định thực hiện một phi vụ trinh sát đến Río Grande, nhằm mở đầu cho Chiến dịch Mikado. Nhưng do bị radar của Bouchard phát hiện, cộng với sương mù dày đặc khiến tầm nhìn rất kém, đội bay chiếc Sea King và các thành viên biệt kích SAS phải bay đến Chile và phá hủy máy bay của họ tại đây.
Báo cáo của Hải quân Argentina còn cho rằng General Bouchard đã bắn vào một tàu ngầm và nhiều xuồng bơm hơi nhỏ đang khi tuần tra cách hai hải lý ngoài khơi Río Grande vào ngày 16 tháng 5, trong một hoạt động được cho là lực lượng biệt kích Anh tìm cách đổ bộ lên Tierra del Fuego.
General Bouchard bị bán để tháo dỡ vào năm 1984.

## Phần thưởng
Borie được tặng thưởng ba Ngôi sao Chiến trận do thành tích phục vụ trong Thế Chiến II, và thêm bốn Ngôi sao Chiến trận khác trong Chiến tranh Triều Tiên.